# Saad Attiya
Saad Attiya Hafidh (Iraq, 26 febbraio 1987) è un calciatore iracheno, di ruolo difensore.

## Carriera

### Nazionale
Nel 2004 ha fatto parte della selezione irachena che ha partecipato alla Coppa delle nazioni asiatiche e ai Giochi della XXVIII Olimpiade.
Nel 2011 ha partecipato insieme alla sua nazionale alla Coppa delle nazioni asiatiche

## Palmarès

### Club

#### Competizioni nazionali
- Campionato iracheno: 1

Al-Zawraa: 2006
- Campionato libanese: 1

Al-Ansar: 2007
- Coppa del Libano: 1

Al-Ansar: 2007
- Campionato sudanese: 1

Al-Merreikh: 2008
- Coppa del Sudan: 1

Al-Merreikh: 2008

### Nazionale
- Campionato mondiale militare: 1

Baku 2013